# Казанский собор (Москва)
Собо́р Каза́нской ико́ны Бо́жией Ма́тери на Красной площади (Каза́нский собо́р) — православный храм в Москве, расположенный перед монетным двором на углу Красной площади и Никольской улицы. Первоначальное здание построено в 1630-х годах, снесёно в 1936 году в ходе сталинской реконструкции района Манежной площади. Храм воссоздан в 1990—1993 годах по проекту архитекторов Олега Журина и Геннадия Мокеева.

## История

### Основание
Деревянный Казанский собор был построен на средства военачальника Дмитрия Пожарского в память о победе России в Московской битве 1612 года. Его возвели на месте бывшего здания торговых рядов, однако у ограды храма ещё долго находился рынок. В собор поместили Казанскую икону Божией Матери — главную войсковую святыню Второго народного ополчения. Она была доставлена Пожарским из Введенской церкви на Лубянке. Собор освятил патриарх Филарет в октябре 1625-го. С момента открытия и до 1765 года к собору устраивались крестные ходы: в день обретения иконы в Казани — 8 июля, и в день взятия Китай-города — 22 октября.
После пожара в 1630 году собор выстроили в камне под руководством зодчего Абросима Максимова. По другой версии, руководили работами мастера Семён Глебов и Наум Петров. Собор представлял собой бесстолпный четверик с двумя приделами. Верх постройки перекрывала пятиярусная пирамида кокошников. Главный престол был освящён в 1636 году в присутствии царя Михаила Фёдоровича и патриарха Иоасафа, а северный придел Аверкия Иерапольского — осенью 1637 года. Образцами для строительства служили Малый собор Донского монастыря и храм Покрова Пресвятой Богородицы в Рубцове. Новый храм имел одну апсиду, стена была разделена на прясла, в которых находились окна. Через десять лет справа от главной церкви был освящён придел святых казанских чудотворцев Гурия и Варсонофия, разобранный в конце XVIII века при расширении Никольской улицы. К 1650-му перед собором построили паперть и шатровую колокольню. Последнюю, вероятно, пристроили к четверику с северо-западной стороны, как было принято в церковном зодчестве начала XVII века. В конце того же столетия устроили парадное крыльцо, увенчанное главкой, и поставили ограду из каменных столбов с деревянными решётками.
В середине XVII века в Казанском соборе служили не принявшие церковную реформу патриарха Никона протопоп Иоанн Неронов, а после него Аввакум Петров. В храме они были арестованы и отправлены в заточение.

### Использование

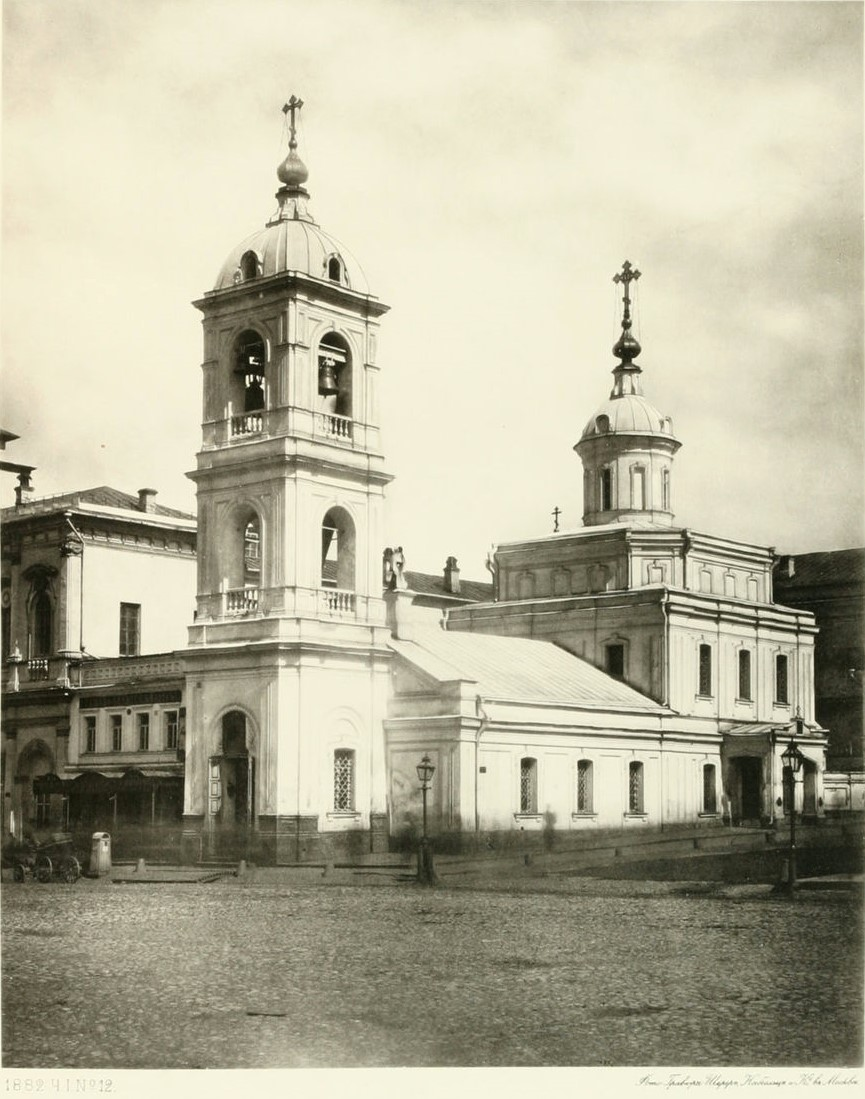
Казанский собор после перестроек начала XIX века (фото из альбома Николая Найдёнова), 1882 год

В XVIII веке храм получил четырёхскатное покрытие. Тогда же на главе храма сделали люкарны, надстроив её декоративным барабаном с луковичной главкой. В конце 1760-х годов храмовый комплекс был перестроен на средства княжны Марии Александровны Долгоруковой, обветшавший придел святых Гурия и Варсонофия был разобран. В конце XVIII века перестроили находившиеся поблизости торговые ряды, после чего они закрыли вид на собор с Красной площади. Нижний ярус колокольни был обстроен лавками.
В 1801 году по резолюции митрополита Платона собор лишился шатровой колокольни. Новую двухъярусную четырёхугольную выстроили через четыре года в стиле классицизм. Её установили в центре западного фасада над входом на паперть.
Осенью 1812 года, во время Отечественной войны, перед списком Казанской иконой служили молебен в Казанском соборе о спасении Российской империи, на котором присутствовал полководец Михаил Кутузов. Перед оккупацией Москвы французами Казанскую икону спрятали в доме протоиерея Мошкова. Во время оккупации города Алтарь собора был превращён в конюшню. По свидетельству Александра Шаховского, «в алтарь Казанского собора втащена была мёртвая лошадь и положена на место выброшенного престола». К февралю 1813 года собор был освящен заново, а к 1816 году в основном отремонтирован после военных повреждений.
В августе 1824 года священнослужители собора обратились к архиепископу Филарету с прошением переоборудовать обветшавший Аверкиевский придел под ризницу, поскольку в нём не проводились богослужения. Однако по его указу в пристройке сделали ремонт и возобновили молебны.

В 1849 году был создан новый серебряный храмовый иконостас. В 1865-м на колокольне надстроили третий ярус, тогда же переделали фасады собора по проекту архитектора Николая Козловского, а в 1873 году заново расписали стены. Настоятель А. Ф. Некрасов отмечал, что после обновления храм потерял свою уникальность: 
Посетители выражают скорбь о наружном убожестве дома Богоматери. Владыка митрополит Леонтий при первом посещении Казанского собора, со свойственными ему простотой и прямотой, сказал мне: «Ну какой это собор? Это простая сельская церковь!» И справедливо.
При новой власти 8 (21) июля 1918 года патриарх Тихон во время богослужения произнёс проповедь о расстреле Николая II. В сентябре того же года из собора была похищена его главная святыня — список с иконы Казанской Богоматери, почитавшийся как чудотворный.

### Демонтаж
В 1925 году на средства обновленческого прихода началась реставрация собора под руководством Петра Барановского, в ходе которой зданию планировалось вернуть первоначальный облик. Работы велись без лесов и были начаты с крыши. Барановский вскрыл под слоями штукатурки остатки древнего декора и выяснил, что памятник XVII столетия фактически полностью сохранился под поздними наслоениями. В деталях точность проведённой реконструкции оспаривается, что вызвано недостатком документального материала: например, снесённая в 1802-м шатровая колокольня на всех сохранившихся изображениях выглядит по-разному. К 1929 году были воссозданы древние кокошники и предполагаемый декор стен.
Реставрация ещё не коснулась навершия и колокольни, когда Моссоветом было принято решение о сносе храма. Культовые сооружения не соответствовали новому назначению Красной площади как места проведения торжественных церемоний социалистического светского государства. Колокольню снесли в 1929-м, собор — в 1936 году, в разгар сталинской реконструкции района Манежной площади. Барановскому, вернувшемуся из ссылки перед демонтажем, удалось сделать обмеры и фотофиксацию храма. Перед сносом в соборе находился принадлежащий Метрострою склад мрамора, идущего на отделку строящегося метро.
Через год на месте храма по проекту архитектора Бориса Иофана построили павильон в честь III Интернационала. В 1937-м Моссовет принял решение о строительстве на месте снесённых храмов летних кафе. Одно из них построили на углу Красной площади с Никольской улицей — был сооружён высокий подиум, частично включивший в себя остатки подклета, который отделали мрамором. На него воздвигли два открытых портика, а между ними установили фонтан по проекту архитекторов Л. И. Савельева и Освальда Стапрана.

### Восстановление

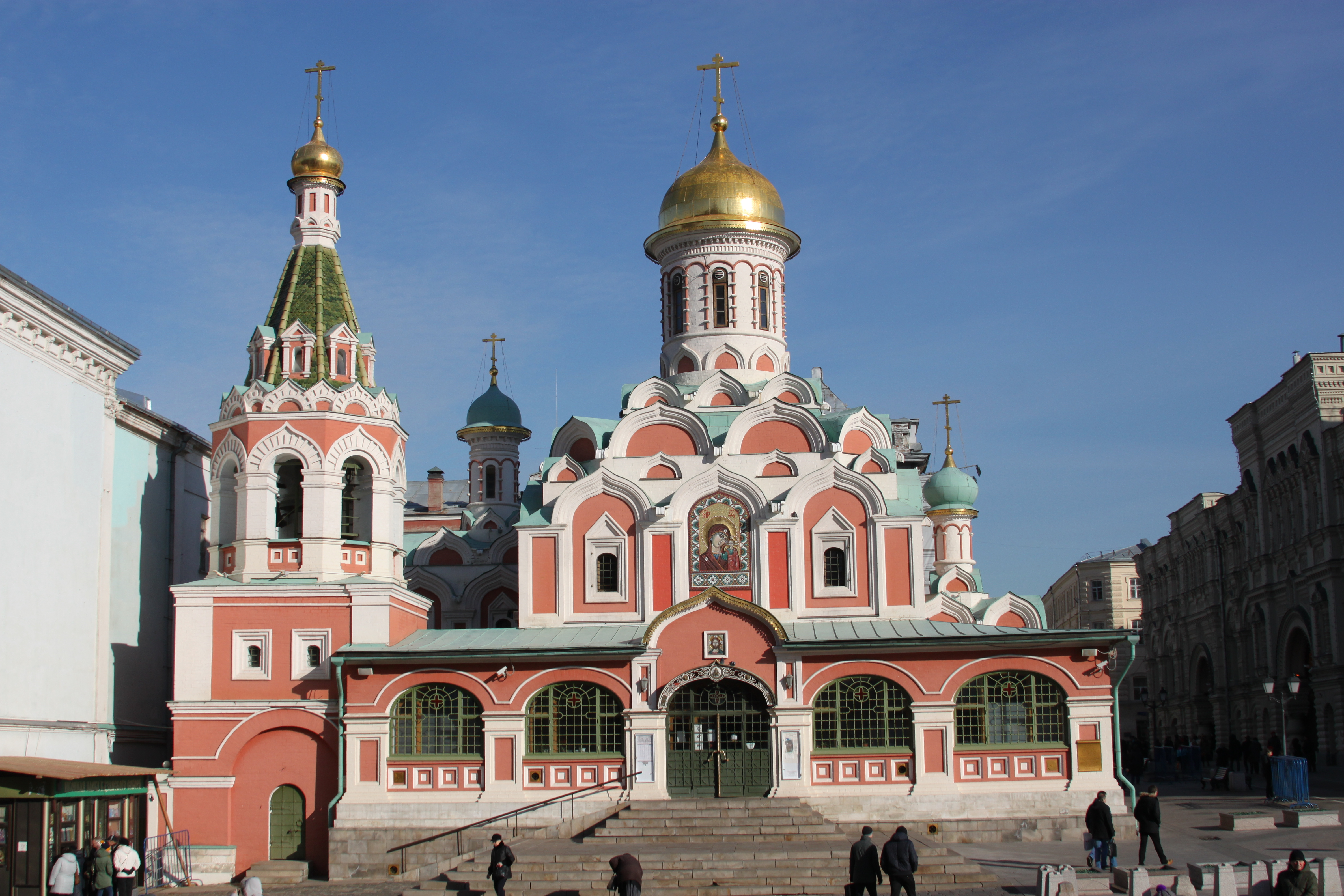
Восстановленный собор, 2014 год

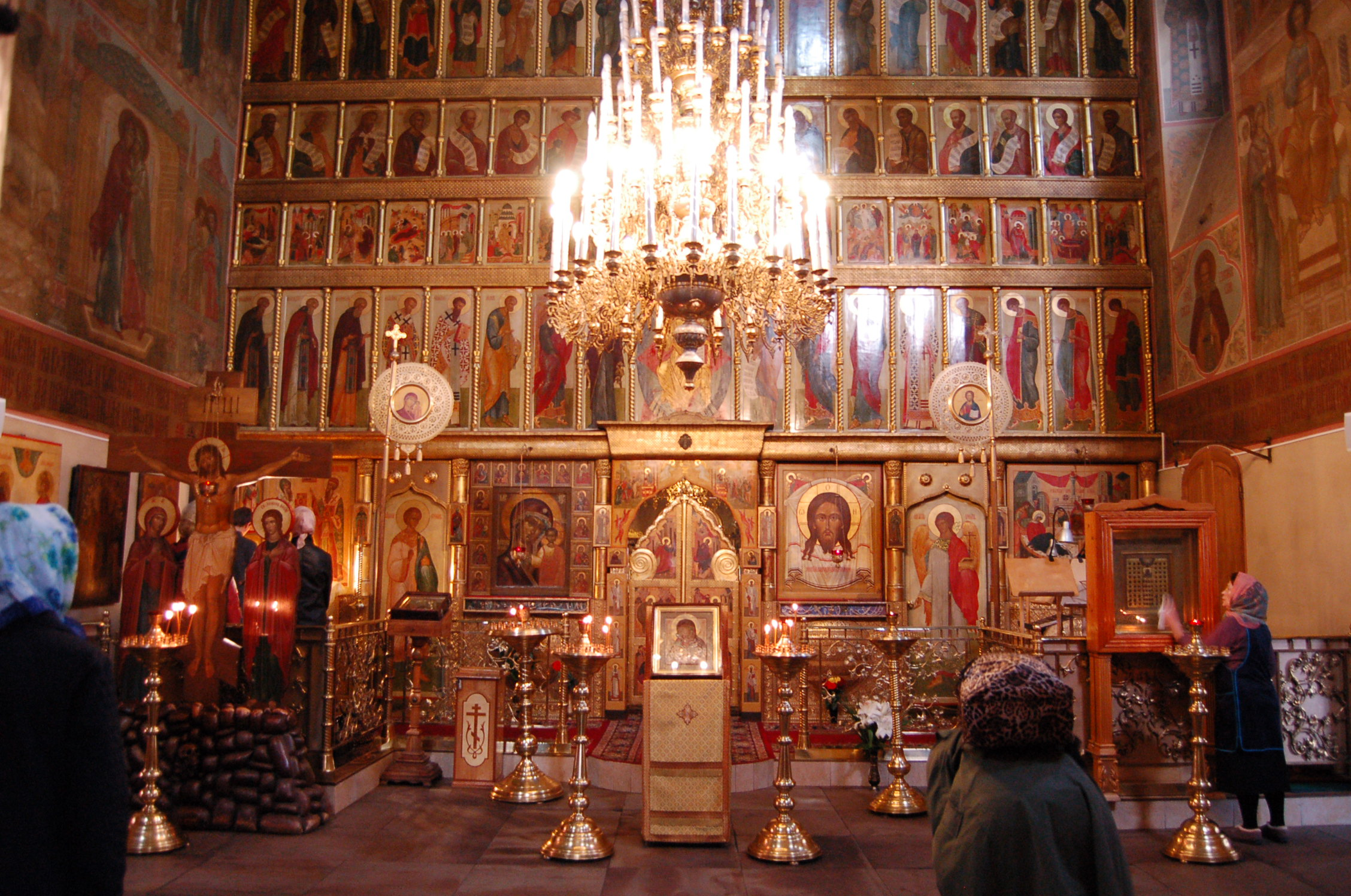
Иконостас, 2015 год

В 1990 году по инициативе Московского городского отделения Всероссийского общества охраны памятников истории и культуры началось воссоздание собора. Проект разработали архитекторы Геннадий Мокеев и Олег Игоревич Журин, которому Барановский передал обмеры и другие материалы по Казанскому собору. После издания указа о восстановлении «памятника воинской славы» начался сбор пожертвований. Для этого напротив входа в ГУМ со стороны Никольской улицы установили временную деревянную часовню и ящик для сбора денег. Однако бо́льшую часть средства предоставило правительство Москвы. Как вспоминает Журин, строительству препятствовала община будущего храма: 
С первых дней работы над проектом эта Община постоянно препятствовала его осуществлению. Они стремились затянуть строительство, чтобы не иссяк поток пожертвований, которые использовали на свои нужды. В результате — разломали стены помещения, где я работал над проектом, выжили меня и помогавших мне архитекторов из мастерской, срывали начало строительных работ, писали бесконечные кляузы в разные инстанции, будучи полными невеждами в области строительных и реставрационных работ, выдвигали самые нелепые требования.
 В 1991 году был торжественно освящён крест на фундаментах главного престола и установлена закладная плита. Храм воссоздали за три года, освятив в ноябре 1993-го. Его восстановили в формах середины XVII века: с двумя приделами, галереей, шатровой и открытой широкой папертью. Фотографий дореволюционной стенописи не сохранилось, однако историку Сергею Алексеевичу Смирнову удалось установить темы росписей. Отталкиваясь от его изысканий, художники из Палеха и Брянска в 1990-е годы расписали храм в ретроспективной, канонической манере. Возобновлённый собор был освящён патриархом Алексием II 4 ноября — в день празднования Казанской иконы Божией Матери и в память избавления Москвы и России от поляков в 1612-м. Он стал первым из утраченных в советское время храмов Москвы, который был воссоздан в первоначальных формах.
4 ноября 2023 года патриарх Кирилл доставил и поместил в соборе список Казанской иконы, который, по утверждению патриарха и сообщению Московской патриархии, был в московском ополчении Минина и Пожарского и впоследствии хранился в первоначальном Казанском соборе

## Архитектура

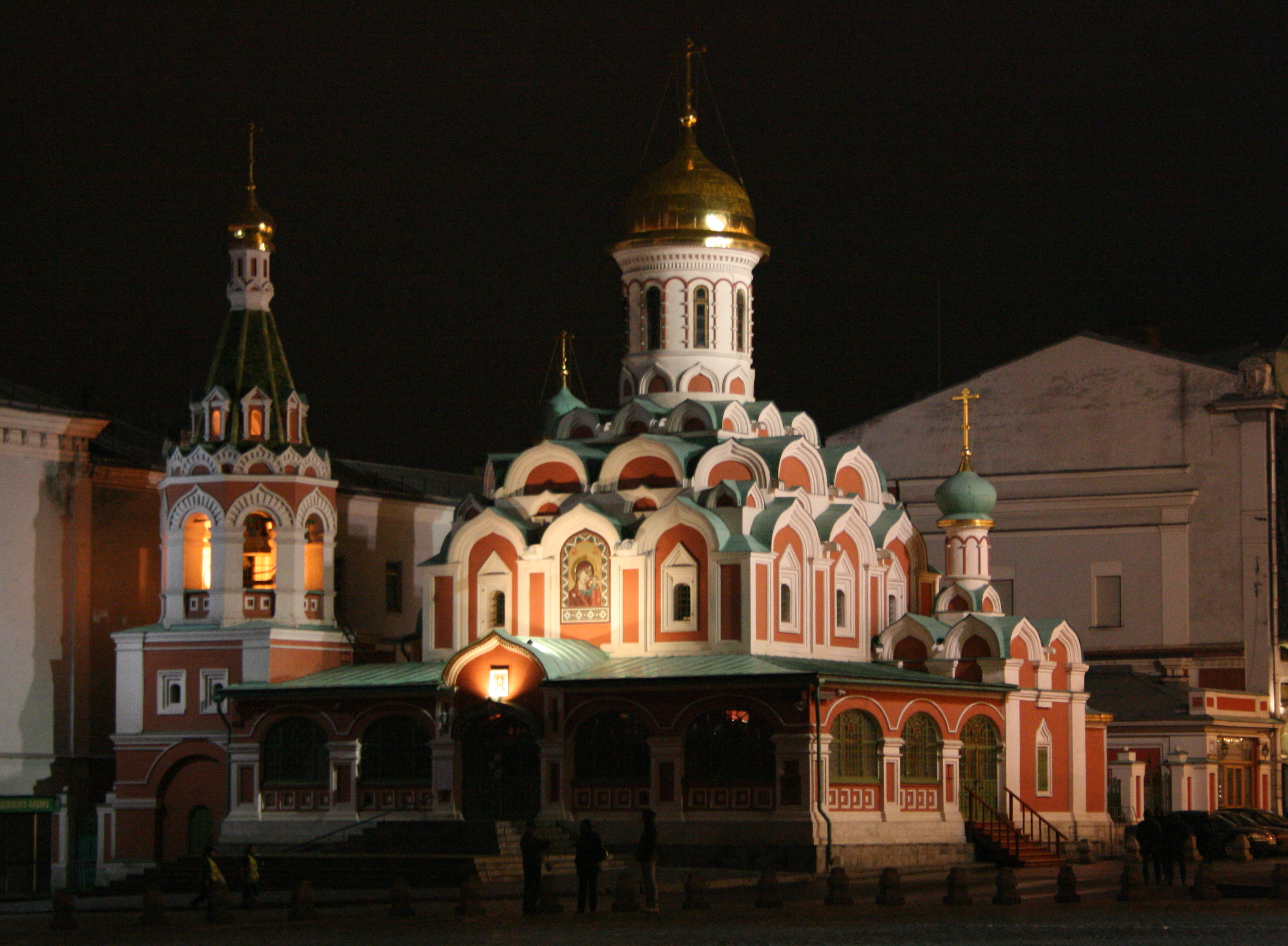
Казанский собор в вечернем освещении, 2009 год

Казанский собор представляет характерный для первой половины XVII века тип квадратного в плане бесстолпного одноглавого храма с горкой кокошников, восходящий к старому собору Донского монастыря. Среди построек московского посада к этому типу относилась церковь Николы Явленного на Арбате. Собор с трёх сторон окружён открытыми галереями, которые ведут к шатровой колокольне у северо-западного угла и в северо-восточный придел Аверкия Иерапольского. 

Ряды энергично профилированных килевидных кокошников, глубокие филёнки на лопатках четверика, треугольные наличники при всей их простоте создают исключительный пластический эффект. Хорошо найденные пропорции барабана главы, умелая расстановка кокошников «вперебежку» способствуют собранности, цельности многообъёмной архитектурной композиции.
По замечанию Павла Раппопорта, в расположении и в сочетании крупных кокошников с мелкими проявилось стремление русских зодчих к обогащению яркой, мажорной композиции более дробными деталями — предвестие наступления эпохи «узорочья».